# Ilha de Santa Catalina
A Ilha de Santa Catalina, muitas vezes chamada Ilha Catalina, ou apenas Catalina, é uma ilha rochosa na costa do estado da Califórnia, Estados Unidos.
Possui uma área de 194 km ² e está localizada a 35 km ao sul-sudoeste de Los Angeles, Califórnia.
Sua cidade principal, Avalon, possui cerca de 3.000 habitantes. O segundo centro da população é a área não incorporada de Two Harbors, localizada ao norte, com uma população de 298 residentes.
Santa Catalina é conhecida como um destino turístico popular e recebe mais de um milhão de visitantes por ano que chegam de barco do continente.